# Araquil
Araquil —más comúnmente Valle de Araquil— (en euskera y oficialmente Arakil) es un municipio español de la Comunidad Foral de Navarra, situado en la merindad de Pamplona, en la comarca de La Barranca y a 26 km de la capital de la comunidad, Pamplona. Su población en 2024 fue de 999 habitantes (INE). Tradicionalmente se conoció como Valle de Araquil.
El municipio está compuesto por once concejos: Ecay, Echarren, Echeverri, Eguiarreta, Erroz, Izurdiaga, Satrústegui, Urrizola, Villanueva de Araquil, Yabar y Zuazu y tres lugares habitados: Aizcorbe, Ichasperri y Murguindueta.
El municipio se constituyó en 1857 por la fusión de Aizcorbe, Ecay, Echarren, Echeverri, Eguiarreta, Erroz, Irurzun, Izurdiaga, Murguindueta, Satrústegui, Urrizola, Yabar y Zuazu. En 1996, se segregó del municipio del concejo de Irurzun constituyéndose como municipio independiente.

## Toponimia
El topónimo Araquil se corresponde al valle y río que forma la mitad oriental de la comarca de La Barranca/Sakana. Históricamente engloba por tanto el actual municipio de Araquil, así como las localidades que antiguamente pertenecían al mismo y en diferentes momentos históricos se han ido separando del valle (Huarte-Araquil, Arruazu, Irañeta, Irurzun).
Parece bastante evidente que el moderno topónimo Araquil deriva de la mansio Aracaeli, que es nombrada en el itinerario de Antonino, una relación de localidades que servían de escala en la calzada romana XXXIV o Ab Asturica Burdigalam (Astorga-Burdeos), que está fechado en el año 455. Se sabe actualmente por los estudios arqueológicos en el monasterio de Zamartze,  que la calzada pasaba por el valle de Araquil y la similitud entre ambos topónimos incita a pensar que se refieren a la misma localización. Siglos antes Plinio mencionó a los aracelitani como una de las comunidades que formaban parte del pueblo de los vascones.
Basándose en esos registros que datan de época romana, varios filólogos se han aventurado a buscar una etimología del nombre en el latín. Así Julio Caro Baroja aventuró una sugerente hipótesis, según la cual el topónimo Aracaeli provendría de ara coeli (altar del cielo). Este topónimo estaría relacionado con el de la vecina sierra de Aralar, que provendría a su vez de ara lar(re) (pastizal del altar), un topónimo híbrido vasco-latino. Hay que tener en cuenta que en uno de los bordes de la sierra de Aralar y dominando el valle de Araquil se encuentra el santuario de San Miguel de Aralar o San Miguel in Excelsis (San Miguel en lo alto). Se trata de un antiguo sitio de culto muy venerado en Navarra y el País Vasco, que bien podría tener un origen precristiano. Un sitio de culto o altar situado en las alturas que bien podría haber dado nombre al valle situado a sus pies (Araquil) y a la Sierra llena de pastos que queda a sus espaldas (Aralar).
Sobre la hipotética localización de la mansio Aracaeli donde vivían los aracelitani, desde principios del siglo XX se ha solido considerar generalmente Huarte-Araquil como el lugar donde estaba situada esta antigua población. Rafael Carasatorre consideraba que los restos romanos encontrados cerca de la población de Zamartze se correspondían con los de Aracaeli, lo que parece podría ser ratificado por recientes excavaciones arqueológicas (años 2011 y 2012) en las que se ha localizado lo que podría ser una mansio administrativa romana.
Otros autores como Arturo Campión o el Padre Fita consideraban que el topónimo antiguo no era de origen latino, sino vascón y que provenía de Arac ili (la ciudad de Arac).
Históricamente el nombre se ha escrito como Araquil, aunque los habitantes del valle lo pronuncian Aráquil. En la década de 1980 se adoptó la grafía Arakil, adaptando el topónimo a las modernas reglas ortográficas de la lengua vasca. Este es actualmente el nombre oficial del municipio.

## Demografía
Araquil cuenta con una población de 999 habitantes (INE 2024).
| Gráfica de evolución demográfica de Arakil entre 1857 y 2021 |
| |
| Población de derecho según los censos de población del INE Población de hecho según los censos de población del INEEn estos censos se denominaba Araquil: 1860, 1877, 1887, 1897, 1900, 1910, 1920, 1930, 1940, 1950, 1960, 1970 y 1981 Entre el censo de 2001 y el anterior, disminuye el término del municipio porque independiza en 1996 a 31904 (Izurzun) Entre el censo de 1857 y el anterior, aparece este municipio porque se fusionan los municipios 315001 (Aizcorbe), 315027 (Ecay), 315028 (Echarren), 315030 (Echeverri), 315031 (Eguiarreta), 315034 (Erroz), 315057 (Irurzun), 315063 (Izurdiaga), 315082 (Murguindueta), 315097 (Satrstegui), 315107 (Urrizola), 315116 (Yábar) y 315119 (Zuazu). |

Históricamente el valle de Araquil estaba formado por la villa de Huarte, el lugar de Ichasperri y 14 concejos: Aizcorbe, Ecay, Echarren, Echeverri, Eguiarreta, Erroz, Irurzun, Izurdiaga, Murguindueta, Satrústegui, Urrizola, Villanueva de Araquil, Yábar y Zuazu. Con la instauración de los municipios constitucionales, en 1842 tanto la villa como los concejos quedaron constituidos en municipios independientes; ya en 1857 los 14 concejos se habían integrado en un único municipio denominado Araquil. Posteriormente se extinguíó el concejo de Murguindueta quedando integrado directamente en el municipio.
A raíz del desarrollo industrial de mediados del siglo XX, el concejo de Irurzun se convirtió en el más poblado del municipio del valle de Araquil, triplicando en población al conjunto del resto de poblaciones del municipio. Por ese motivo, en 1996 el concejo de Irurzun se segregó del resto de Araquil y constituyéndose como municipio independiente.
Por este motivo la población del municipio desde 1996 sufre un descenso tan brusco.

### Distribución de la población
El municipio se divide en los siguientes núcleos de población, según el nomenclátor de población publicado por el INE (Instituto Nacional de Estadística). Los datos de población se refieren a 2014:
| \| Aizcorbe Ecay Echarren Echeverri Eguiarreta Erroz Izurdiaga Murguindueta Ichasperri Satrústegui Urrizola Villanueva Yábar Zuazu \| |
| Situación de las localidades que integran el municipio de Araquil.                                                                    |
| Concejos. Lugares habitados. |
| Aizcorbe Ecay Echarren Echeverri Eguiarreta Erroz Izurdiaga Murguindueta Ichasperri Satrústegui Urrizola Villanueva Yábar Zuazu       |

| Entidad de Población  | Población (2014) |
| --------------------- | ---------------- |
| Aizcorbe              | 16               |
| Ecay                  | 31               |
| Echarren              | 153              |
| Echeverri             | 57               |
| Eguiarreta            | 71               |
| Erroz                 | 70               |
| Izurdiaga             | 168              |
| Murguindueta          | 5                |
| Ichasperri            | 0                |
| Satrústegui           | 50               |
| Urrizola              | 20               |
| Villanueva de Araquil | 141              |
| Yábar                 | 122              |
| Zuazu                 | 37               |

## Administración y política
La casa consistorial se encuentra situada en Irurzun. Tradicionalmente Ichasperri era la sede de las Juntas del valle de Araquil, posteriormente se trasladaron a Villanueva de Araquil, y en 1996, coincidiendo con la segregación del antiguo concejo de Irurzun, como Ayuntamiento independiente, se erigió en esta localidad una nueva casa consistorial en la que se alojaron los dos Ayuntamientos.
| Periodo   | Nombre                     | Partido                                   |
| --------- | -------------------------- | ----------------------------------------- |
| 2007-2011 | Javier Lázcoz Olaechea     | Agrupación Independiente de Araquil (AIA) |
| 2011-2015 | Rubén Goñi Urroz           | Agrupación Independiente de Araquil (AIA) |
| 2015-2019 | Gregorio Santesteban Núñez | Agrupación Independiente de Araquil (AIA) |
| 2019-2023 | Oihana Olaberria Jaca      | EH Bildu                                  |
| 2023-act. | Oihana Olaberria Jaca      | EH Bildu                                  |

## Fiestas
Las fiestas del Valle de Araquil se celebran el 25 de julio.
Los distintos concejos que conforman el municipio de Araquil celebran sus fiestas patronales en:
- Izurdiaga: 24 de junio.
- Eguiarreta: 29 de septiembre.